# Noorwegen op de Olympische Winterspelen 1984
Tijdens de Olympische Winterspelen van 1984, die in Sarajevo (Joegoslavië) werden gehouden, nam Noorwegen voor de veertiende keer deel.

## Medailleoverzicht
| Sport              | Olympiër                                                      | Discipline             | Medaille |
| ------------------ | ------------------------------------------------------------- | ---------------------- | -------- |
| Biatlon            | Eirik Kvalfoss                                                | 10 km (m)              | Goud     |
| Langlaufen         | Inger Helene Nybråten Anne Jahren Britt Pettersen Berit Aunli | 4x5 km estafette (v)   | Goud     |
| Noordse combinatie | Tom Sandberg                                                  | mannen                 | Goud     |
| Biatlon            | Odd Lirhus Eirik Kvalfoss Rolf Storsveen Kjell Søbak          | 4x7,5 km estafette (m) | Zilver   |
| Langlaufen         | Berit Aunli                                                   | 5 km (v)               | Zilver   |
| Biatlon            | Eirik Kvalfoss                                                | 20 km (m)              | Brons    |
| Langlaufen         | Anne Jahren                                                   | 20 km (v)              | Brons    |
| Langlaufen         | Britt Pettersen                                               | 10 km (v)              | Brons    |
| Schaatsen          | Kai Arne Engelstad                                            | 1000 m (m)             | Brons    |

## Deelnemers en resultaten

### Alpineskiën
| Olympiër  | Discipline       | Resultaat | Prestatie                       |
| --------- | ---------------- | --------- | ------------------------------- |
| Odd Sørli | reuzenslalom (m) | 19e       | 2.46,39 (+5,21) 1.22,90+1.23,49 |
| Odd Sørli | slalom (m)       | dnf-1     | opgave run 1                    |

### Biatlon
| Olympiër                                             | Discipline             | Resultaat | Prestatie                                                                                       |
| ---------------------------------------------------- | ---------------------- | --------- | ----------------------------------------------------------------------------------------------- |
| Terje Krokstad                                       | 10 km (m)              | 18e       | 33.00,9 (+2.07,1) pen.: 4 (1 / 3)                                                               |
| Eirik Kvalfoss                                       | 10 km (m)              | Goud      | 30.53,8 pen.: 2 (1 / 1)                                                                         |
| Eirik Kvalfoss                                       | 20 km (m)              | Brons     | 1:14.02,4 (+2.09,7) pen.: 5 (2 / 1 / 1 / 1)                                                     |
| Odd Lirhus                                           | 20 km (m)              | 24e       | 1:20.55,0 (+9.02,3) pen.: 9 (1 / 5 / 1 / 2)                                                     |
| Kjell Søbak                                          | 10 km (m)              | 4e        | 31.19,7 (+25,9) pen.: 1 (0 / 1)                                                                 |
| Rolf Storsveen                                       | 20 km (m)              | 6e        | 1:15.23,9 (+3.31,2) pen.: 4 (1 / 0 / 1 / 2)                                                     |
| Odd Lirhus Eirik Kvalfoss Rolf Storsveen Kjell Søbak | 4x7,5 km estafette (m) | Zilver    | 1:39.03,90 (+0.12,2) pen.: 2-10 (2-4 / 0-2 / 0-2 / 0-2) (26.56,2 / 23.27,6 / 24.46,5 / 23.53,6) |

### Langlaufen
| Olympiër                                                        | Discipline            | Resultaat | Prestatie                                                   |
| --------------------------------------------------------------- | --------------------- | --------- | ----------------------------------------------------------- |
| Ove Aunli                                                       | 15 km (m)             | dq        | diskwalificatie                                             |
| Ove Aunli                                                       | 50 km (m)             | dnf       | opgave                                                      |
| Oddvar Brå                                                      | 30 km (m)             | 32e       | 1:36.23,4 (+7.27,1)                                         |
| Lars Erik Eriksen                                               | 30 km (m)             | 6e        | 1:31.24,8 (+2.28,5)                                         |
| Lars Erik Eriksen                                               | 50 km (m)             | 11e       | 2:22.09,5 (+6.13,7)                                         |
| Geir Holte                                                      | 15 km (m)             | 20e       | 43.23,3 (+1.57,7)                                           |
| Tor Håkon Holte                                                 | 15 km (m)             | 8e        | 42.37,4 (+1.11,8)                                           |
| Tor Håkon Holte                                                 | 50 km (m)             | 12e       | 2:22.12,7 (+6.16,9)                                         |
| Jan Petter Lindvall                                             | 30 km (m)             | 13e       | 1:32.23,3 (+3.27,0)                                         |
| Jan Petter Lindvall                                             | 50 km (m)             | 5e        | 2:19.27,1 (+3.31,3)                                         |
| Pål Gunnar Mikkelsplass                                         | 15 km (m)             | 17e       | 42.59,7 (+1.34,1)                                           |
| Pål Gunnar Mikkelsplass                                         | 30 km (m)             | 12e       | 1:32.20,6 (+3.24,3)                                         |
| Lars Erik Eriksen Jan Petter Lindvall Ove Aunli Tor Håkon Holte | 4x10 km estafette (m) | 4e        | 1:57.27,6 (+2.21,3) (30.14,6 / 28.43,7 / 28.24,1 / 30.05,2) |
|                                                                 |                       |           |                                                             |
| Berit Aunli                                                     | 5 km (v)              | Zilver    | 17.14,1 (+10,1)                                             |
| Berit Aunli                                                     | 10 km (v)             | 4e        | 32.17,7 (+33,5)                                             |
| Anne Jahren                                                     | 5 km (v)              | 7e        | 17.38,3 (+34,3)                                             |
| Anne Jahren                                                     | 10 km (v)             | 5e        | 32.26,2 (+42,0)                                             |
| Anne Jahren                                                     | 20 km (v)             | Brons     | 1:03.13,6 (+1.28,6)                                         |
| Marit Myrmæl                                                    | 10 km (v)             | 7e        | 32.35,3 (+51,1)                                             |
| Marit Myrmæl                                                    | 20 km (v)             | 14e       | 1:05.01,9 (+3.16,9)                                         |
| Inger Helene Nybråten                                           | 5 km (v)              | 5e        | 17.28,2 (+24,2)                                             |
| Inger Helene Nybråten                                           | 20 km (v)             | 11e       | 1:04.51,2 (+3.06,2)                                         |
| Britt Pettersen                                                 | 5 km (v)              | 6e        | 17.33,6 (+29,6)                                             |
| Britt Pettersen                                                 | 10 km (v)             | Brons     | 32.12,7 (+28,5)                                             |
| Britt Pettersen                                                 | 20 km (v)             | 6e        | 1:03.49,0 (+2.04,0)                                         |
| Inger Helene Nybråten Anne Jahren Britt Pettersen Berit Aunli   | 4x5 km estafette (v)  | Goud      | 1:06.49,7 (17.02,7 / 16.35,4 / 16.30,1 / 16.41,5)           |

### Noordse combinatie
| Olympiër          | Discipline | Resultaat | Prestatie                                                                                             |
| ----------------- | ---------- | --------- | --- |
| Tom Sandberg      | mannen     | Goud      | 422,595 punten schans: 214,7 p 92,2 (78,0 m)+108,9 (86,0 m)+105,8 (88,0 m) 15 km: 207,895 p (47.52,7) |
| Geir Andersen     | mannen     | 10e       | 393,155 punten schans: 203,8 p 103,2 (83,0 m)+100,6 (83,0 m)+88,9 (79,0 m) 15 km: 189,355 p (49.56,3) |
| Hallstein Bøgseth | mannen     | 11e       | 391,100 punten schans: 193,0 p 95,1 (79,5 m)+92,8 (80,0 m)+97,9 (84,0 m) 15 km: 198,100 p (48.58,0)   |
| Espen Andersen    | mannen     | 19e       | 378,515 punten schans: 188,8 p 75,7 (70,5 m)+88,2 (79,0 m)+100,6 (86,0 m) 15 km: 189,715 p (49.53,9)  |

### Rodelen
| Olympiër       | Discipline | Resultaat | Prestatie                                              |
| -------------- | ---------- | --------- | ------------------------------------------------------ |
| Asle Strand    | mannen     | 22e       | 3.11,643 (+7,385) (48,567 / 47,629 / 47,874 / 47,573)  |
| Agnes Aanonsen | vrouwen    | 23e       | 3.01,265 (+14,695) (43,140 / 43,715 / 43,379 / 51,031) |

### Schaatsen
| Olympiër             | Discipline   | Resultaat | Prestatie         |
| -------------------- | ------------ | --------- | ----------------- |
| Kai Arne Engelstad   | 500 m (m)    | 18e       | 39,28 (+1,09)     |
| Kai Arne Engelstad   | 1000 m (m)   | Brons     | 1.16,75 (+0,95)   |
| Kai Arne Engelstad   | 1500 m (m)   | 12e       | 2.00,59 (+2,23)   |
| Rolf Falk-Larssen    | 500 m (m)    | 23e       | 39,57 (+1,38)     |
| Rolf Falk-Larssen    | 1500 m (m)   | 17e       | 2.01,65 (+3,29)   |
| Rolf Falk-Larssen    | 5000 m (m)   | 15e       | 7.25,54 (+13,26)  |
| Geir Karlstad        | 5000 m (m)   | 10e       | 7.20,24 (+7,96)   |
| Geir Karlstad        | 10.000 m (m) | 4e        | 14.52,40 (+12,50) |
| Henry Nilsen         | 10.000 m (m) | 8e        | 14.57,81 (+17,91) |
| Bjørn Nyland         | 1500 m (m)   | 19e       | 2.02,05 (+3,69)   |
| Bjørn Nyland         | 5000 m (m)   | 7e        | 7.18,27 (+5,99)   |
| Bjørn Nyland         | 10.000 m (m) | 13e       | 15.08,34 (+28,44) |
| Frode Rønning        | 500 m (m)    | 7e        | 38,58 (+0,39)     |
| Frode Rønning        | 1000 m (m)   | 14e       | 1.18,64 (+2,84)   |
|                      |              |           |                   |
| Edel Therese Høiseth | 500 m (v)    | 24e       | 43,96 (+2,94)     |
| Edel Therese Høiseth | 1000 m (v)   | 20e       | 1.27,90 (+6,29)   |
| Bjørg Eva Jensen     | 1000 m (v)   | 16e       | 1.27,08 (+5,47)   |
| Bjørg Eva Jensen     | 1500 m (v)   | 8e        | 2.09,53 (+6,11)   |
| Bjørg Eva Jensen     | 3000 m (v)   | 7e        | 4.36,28 (+11,49)  |

### Schansspringen
| Olympiër                | Discipline         | Resultaat | Prestatie                                          |
| ----------------------- | ------------------ | --------- | -------------------------------------------------- |
| Rolf Åge Berg           | normale schans (m) | 5e        | 208,5 punten 104,1 p. (86,0 m) + 104,4 p. (86,5 m) |
| Rolf Åge Berg           | grote schans (m)   | 52e       | 87,5 punten 12,8 p. (74,0 m) + 74,7 p. (90,0 m)    |
| Per Bergerud            | normale schans (m) | 46e       | 160,1 punten 74,5 p. (75,0 m) + 85,6 p. (78,5 m)   |
| Steinar Bråten          | normale schans (m) | 18e       | 189,9 punten 102,0 p. (85,0 m) + 87,9 p. (79,0 m)  |
| Ole Christian Eidhammer | grote schans (m)   | 18e       | 179,9 punten 93,4 p. (100,5 m) + 86,5 p. (97,0 m)  |
| Ole Gunnar Fidjestøl    | grote schans (m)   | 31e       | 164,0 punten 82,2 p. (95,0 m) + 81,8 p. (94,0 m)   |
| Vegard Opaas            | normale schans (m) | 8e        | 203,8 punten 101,1 p. (86,0 m) + 102,7 p. (87,0 m) |
| Vegard Opaas            | grote schans (m)   | 27e       | 171,1 punten 89,2 p. (100,0 m) + 81,9 p. (95,5 m)  |

### IJshockey
| Olympiër | Discipline | Resultaat | Prestatie |
| --- | ---------- | --------- | --- |
| Åge Ellingsen Arne Bergseng Bjørn Skaare Cato Hamre Andersen Erik Kristiansen Erik Nerell Frank Vestreng Geir Myhre Jim Marthinsen Jon-Magne Karlstad Jørn Goldstein Per-Arne Kristiansen Petter Thoresen Roy Johansen Stephen Foyn Sven Lien Trond Abrahamsen Øivind Løsåmoen Ørjan Løvdal Øystein Jarlsbo | mannen     | 12e       | Voorronde groep B: 4-10 Noorwegen - Tsjecho-Slowakije 2-16 Noorwegen - Finland 3- 3 Noorwegen - Verenigde Staten 1- 8 Noorwegen - Canada 5- 6 Noorwegen - Oostenrijk |

Andorra · Argentinië · Australië · België · Bolivia · Bondsrepubliek Duitsland · Britse Maagdeneilanden · Bulgarije · Canada · Chili · China · Chinees Taipei · Costa Rica · Cyprus · Duitse Democratische Republiek · Egypte · Finland · Frankrijk · Griekenland · Groot-Brittannië · Hongarije · IJsland · Italië · Japan · Joegoslavië · Libanon · Liechtenstein · Marokko · Mexico · Monaco · Mongolië · Nederland · Nieuw-Zeeland · Noord-Korea · Noorwegen · Oostenrijk · Polen · Puerto Rico · Roemenië · San Marino · Senegal · Sovjet-Unie · Spanje · Tsjecho-Slowakije · Turkije · Verenigde Staten · Zuid-Korea · Zweden · Zwitserland